# Qeshlāq-e Bālā (ort i Iran)
Qeshlāq-e Bālā (persiska: قشلاق بالا) är en ort i Iran.   Den ligger i provinsen Östazarbaijan, i den nordvästra delen av landet, 500 km nordväst om huvudstaden Teheran. Qeshlāq-e Bālā ligger 2 039 meter över havet och antalet invånare är 142.
Terrängen runt Qeshlāq-e Bālā är huvudsakligen kuperad, men åt sydost är den bergig. Runt Qeshlāq-e Bālā är det ganska glesbefolkat, med 27 invånare per kvadratkilometer. Närmaste större samhälle är Afshord, 6,4 km sydost om Qeshlāq-e Bālā. Trakten runt Qeshlāq-e Bālā består i huvudsak av gräsmarker.